# Thalictrum saniculiforme
Thalictrum saniculiforme är en ranunkelväxtart som beskrevs av Dc.. Thalictrum saniculiforme ingår i släktet rutor, och familjen ranunkelväxter. Inga underarter finns listade i Catalogue of Life.